# Сансерг
Сансе́рг (фр. Sancergues) — коммуна во Франции, находится в регионе Центр. Департамент — Шер. Главный город кантона Сансерг. Округ коммуны — Бурж.
Код INSEE коммуны — 18240.

## География

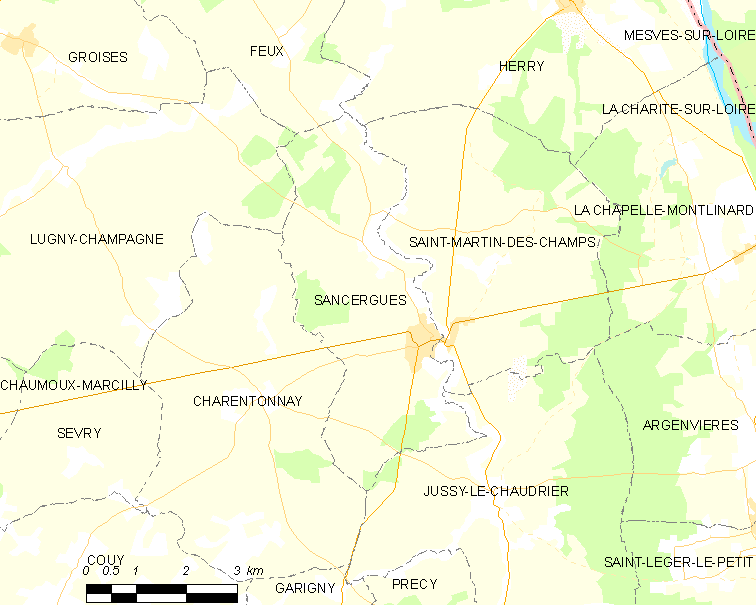
Карта коммуны

Коммуна расположена приблизительно в 195 км к югу от Парижа, в 115 км юго-восточнее Орлеана, в 45 км к востоку от Буржа.
В состав коммуны входят небольшой городок и несколько деревень. По территории коммуны проходит паломнический маршрут, известный как Путь Святого Иакова, а вдоль восточной границы коммуны протекает река Вовиз.

## Население
Население коммуны на 2008 год составляло 701 человек.
| 1962 | 1968 | 1975 | 1982 | 1990 | 1999 | 2008 |
| ---- | ---- | ---- | ---- | ---- | ---- | ---- |
| 858  | 863  | 942  | 865  | 807  | 718  | 701  |

## Администрация
| Период | Период | Фамилия       | Партия | Примечания |
| ------ | ------ | ------------- | ------ | ---------- |
| 2001   | 2008   | Ги Ферран     |        |            |
| 2008   | 2014   | Жан-Люк Шараш |        |            |

## Экономика
В 2007 году среди 393 человек в трудоспособном возрасте (15-64 лет) 288 были экономически активными, 105 — неактивными (показатель активности — 73,3 %, в 1999 году было 67,7 %). Из 288 активных работали 257 человек (134 мужчины и 123 женщины), безработных было 31 (16 мужчин и 15 женщин). Среди 105 неактивных 22 человека были учениками или студентами, 42 — пенсионерами, 41 были неактивными по другим причинам.

## Достопримечательности
- Церковь Сен-Жак-э-Сен-Сир (XII—XIII века). Исторический памятник с 1926 года[3]
  - Кропильница (XII век). Высота — 36 см, диаметр — 32 см. Исторический памятник с 1913 года[4]
  - Картина «Поклонение волхвов» (XIX век). Размеры — 180×220 см, холст, масло. Копия «Поклонение волхвов» Грейнджера, выполненная в 1833 году для церкви Нотр-Дам-де-Лорет в Париже, карандашный набросок находится в Лувре. Исторический памятник с 1919 года[5]
- Феодальный мотт в деревне Ожи
- Замок Ожи, в котором на протяжении 27 лет жил лауреат Нобелевской премии по литературе Роже Мартен дю Гар